# Kwalea luteovittata
Kwalea luteovittata är en insektsart som beskrevs av Marius Descamps 1973. Kwalea luteovittata ingår i släktet Kwalea och familjen Euschmidtiidae. Inga underarter finns listade i Catalogue of Life.